# Конституционный Суд Республики Дагестан
Конституцио́нный Суд Респу́блики Дагеста́н — судебный орган конституционного контроля, самостоятельно и независимо осуществляющий судебную власть посредством конституционного судопроизводства.
Порядок деятельности Конституционного Суда Республики Дагестан определяются статьёй 93 Конституции Республики Дагестан и Законом Республики Дагестан от 02.02.2010 N 8 (ред. от 08.04.2013) «О Конституционном Суде Республики Дагестан».

## История
Конституционный Суд Республики Дагестан был образован, первым среди субъектов России, 27 декабря 1991 года.
До его создания органом конституционного контроля на территории республики был Комитет конституционного надзора Дагестанской АССР, созданный 3 ноября 1989 года. Он действовал на основе Закона ДАССР «О конституционном надзоре в Дагестанской АССР». В него входило 9 судей. 18 декабря 1991 года Комитет конституционного надзора был преобразован в Конституционный Суд Дагестанской ССР, после принятия соответственно Закона «О Конституционном Суде Дагестанской ССР». Количество судей было сокращено с 9 до 5.
Упразднён законом Республики Дагестан от 29 октября 2022 года.

## Полномочия
Полномочия Конституционного Суда Республики Дагестан определяются Конституцией Республики Дагестан и Законом Республики Дагестан «О Конституционном Суде Республики Дагестан».
Суд осуществляет официальное толкование Конституции Республики Дагестан и рассматривает дела о соответствии Конституции Республики Дагестан законов Республики Дагестан, нормативных правовых актов органов государственной власти Республики Дагестан, органов местного самоуправления, а также не вступивших в силу договоров. Решение Конституционного суда, принятое в пределах его полномочий, является окончательным и не может быть пересмотрено иным судом.

## Структура
Конституционный Суд Республики Дагестан состоит из пяти судей, назначаемых на должность Народным Собранием по представлению Главы Республики Дагестан. Полномочия судьи Конституционного Суда Республики Дагестан не ограничены определенным сроком.

## Состав
Председатель Суда: Халитов Магомед Халитович
Заместитель Председателя Суда: Акутаев Расул Магомедович
Судья-секретарь: Кадимова Маихалум Шамсудиновна
Судьи: Алиев Нарбала Ханбалаевич, Рустамов Хасплат Умалатович

## Адрес
Суд расположен по адресу: 367000, Республика Дагестан, г. Махачкала, пр. Ленина, 2. В том же здании находится Администрация города Махачкала.

## Статистика решений
По состоянию на 1 марта 2016 года Конституционный суд Республики Дагестан за весь период своей деятельности вынес только 24 постановления.

## Финансирование суда
Содержание суда за 2015 год обошлось бюджету региона в 22,0 млн руб.